# 五道水镇
五道水镇，是中华人民共和国湖南省张家界市桑植县下辖的一个乡镇级行政单位。

## 行政区划
五道水镇下辖以下地区：
汪家坪社区、团包社区、连家湾村、花渔泉村、茶元村、茶叶村、苦竹坝村、岔角溪村、元宝溪村、五峰山村、土溪洞村和高家平村。